# Grange in Borrowdale
Grange (także Grange in Borrowdale) – wieś w Anglii, w Kumbrii, w dystrykcie (unitary authority) Cumberland. Leży nad rzeką Derwent, 41 km na południe od miasta Carlisle i 394 km na północny zachód od Londynu.